# Desa Selat (administrativ by i Indonesien, Provinsi Bali, lat -8,42, long 115,49)
Desa Selat är en administrativ by i Indonesien.   Den ligger i provinsen Provinsi Bali, i den sydvästra delen av landet, 1 000 km öster om huvudstaden Jakarta. Desa Selat ligger på ön Bali.